# Hugo Heller
Pour les articles homonymes, voir Heller.
Hugo Heller, né à Albe Royale (maintenant Székesfehérvár) en Hongrie le 8 mai 1870 et mort à Vienne le 29 novembre 1923, est un éditeur viennois, propriétaire d'une librairie, qui a publié les premiers écrits du mouvement psychanalytique, dès 1906.

## Biographie
Il fait ses études secondaires en Hongrie, puis suit une formation de libraire et participe à l'ouverture de la première librairie populaire viennoise social-démocrate. En 1905, il crée sa propre librairie, à laquelle il adjoint des éditions, une galerie d'art et une salle de conférences. De nombreux artistes exposent chez lui ou font des conférences : Arnold Schönberg, Rainer Maria Rilke, Thomas Mann... Sigmund Freud est un client régulier et fait une conférence en 1907, connue sous l'intitulé Der Dichter  und das Phantasieren (La Création littéraire et le rêve éveillé).
Hugo Heller participe aux réunions de la Société psychologique du mercredi, où il fait une communication intitulée Zur Geschichte des Teufels (Sur l'histoire du diable).
En 1906, Hugo Heller mène une enquête sur la lecture et les livres appréciés par les personnalités en vue. Il publie son étude en décembre, dans le premier fascicule des Neue Blätter für Literatur und Kunst, qui comprend 32 réponses et une introduction écrite par Hugo von Hofmannsthal. Dans son étude, Heller a recueilli les avis de Freud, de Peter Altenberg, de Hermann Bahr, d'August Forel, de Hermann Hesse, d'Ernst Mach, de Thomas Masaryk, de Peter Rosegger, d'Arthur Schnitzler et de Jakob Wassermann. Ce texte a été réédité sous forme de brochure en 1907 et en 1931.
La fille d'Hugo Heller, Maggie Heller, est une pédagogue. Elle réalise une enquête auprès d'écrivains et de scientifiques, leur demandant d'indiquer « dix bons livres ». Son père publia les résultats de l'enquête sous le titre Vom Lesen und von guten Büchern
Durant la Première Guerre mondiale, Heller reprend la section scientifique des éditions Deuticke et imprime les ouvrages de Freud, notamment Délire et rêves dans la Gradiva de W. Jensen (1907a), Totem et tabou (1912-13a), Introduction à la psychanalyse (1916-17a). Heller permet également l'impression et la parution du premier numéro, le 28 mars 1912, de la revue Imago et de l'Internationale Zeitschrift fûr (ârztliche) Psychoanalyse, revues dirigées par Theodor Reik. La guerre rend les conditions d'édition problématiques, puis la création de l'Internationaler Psychoanalytischer Verlag remplace les éditions Heller. Heller ne participe plus aux réunions de la Société psychanalytique de Vienne à partir de 1919. 
En 1901, Hugo Heller épouse la femme peintre et graphiste Hermine Heller-Ostersetzer (de), avec laquelle il a deux fils, Thomas et Peter. Après qu'elle décède précocement en 1909, il épouse en 1916 Hedwig Neumayr (1881-1947) et a avec elle un troisième fils, Clemens Heller. Hugo Heller meurt en 1923. 